# 히가시 준야
히가시 준야(일본어: 東 隼也, 1997년 11월 13일 ~ )는 일본의 축구 선수이다.

## 구단 경력
그는 2016년부터 2019년까지 J리그의 비셀 고베, 후쿠시마 유나이티드 FC에서 활동하였다.